# Nice-12 (tổng)
Tổng Nice-12 là một tổng của Pháp. Tổng này nằm ở tỉnh Alpes-Maritimes trong vùng Provence-Alpes-Côte d’Azur.

## Các đơn vị hành chính
Tổng Nice-12 bao gồm một phần của:
- Nice (một phần)

Các khu phố của Nice nằm trong tổng này:
- République
- Riquier
- Mont-Boron
- Vinaigrier
- Mont Gros
- Le Trident
- Roquebillière
- Bon-Voyage
- Roquebillière en bordure du Paillon

## Lịch sử
| Ngày bầu cử                                                           | Tên                       | Đảng          | Tư cách                                   |
| --------------------------------------------------------------------- | ------------------------- | ------------- | ----------------------------------------- |
| Jean-Claude Pastorelli là ủy viên hội đồng đầu tiên của Tổng Nice-12. |                           |               |                                           |
| 1985                                                                  | M. Jean-Claude Pastorelli | Divers droite | Adjoint au Thị trưởng của Nice            |
| 1992                                                                  | M. Jean-Claude Pastorelli | Divers droite | Adjoint au Thị trưởng của Nice            |
| 1998                                                                  | M. Patrick Allemand       | PS            | Premier Phó chủ tịch của Conseil Régional |
| 2004                                                                  | M. Patrick Allemand       | PS            | Premier Phó chủ tịch của Conseil Régional |

## Biến động dân số
| 1882                                         | 1926 | 1962 | 1968 | 1975 | 1982 | 1990 | 1999   |
|                                              |      |      |      |      |      |      | 21 624 |
| -------------------------------------------- | ---- | ---- | ---- | ---- | ---- | ---- | ------ |
| Số liệu từ năm 1990: Dân số không tính trùng |      |      |      |      |      |      |        |